# Аннексия

Газета, сообщающая об аннексии Гавайской республики США в 1898 году

Анне́ксия (лат. annexio ← annexus «присоединённый») — в международном праве насильственное присоединение государством всей или части территории другого государства в одностороннем порядке. Согласно современному международному праву, аннексия является одним из видов агрессии и в настоящее время влечёт международно-правовую ответственность.
Аннексию следует отличать от оккупации, которая сама по себе не влечёт изменения юридической принадлежности территории. Так, например, Босния и Герцеговина, находившаяся под оккупацией Австро-Венгрии с 1878 года, была аннексирована ею только в 1908 году, а до того формально считалась территорией Османской империи. Турецкая Республика Северного Кипра провозглашена в 1983 году после ввода турецких войск в 1974 году, признана только Турцией, однако не включена в её состав.

Для оправдания актов аннексии в междугосударственных отношениях иногда инсценируется народное «волеизъявление» — в форме плебисцитов среди населения аннексируемых территорий. Эти лжеплебисциты представляют фальсификацию народного волеизъявления, так как они совершаются в условиях военной оккупации государством, производящим аннексию.— Иванов Л. Аннексия. // Советская военная энциклопедия. Т. 1. — М.: Советская энциклопедия, 1932. Ст. 520.
Незаконность аннексии означает, что совершающие аннексию государства обычно избегают слова «аннексия» при описании собственных действий. Во всех нерешённых территориальных спорах, где производилась аннексия, Израиль, Марокко и Россия избегали характеристики своих действий как аннексии.